# Fennimore (Wisconsin)
Fennimore – miasto w Stanach Zjednoczonych, w stanie Wisconsin, w hrabstwie Grant.